# South Park (13.ª temporada)
A décima terceira temporada da série de desenho animado estadunidense South Park, foi ao ar nos Estados Unidos no canal Comedy Central, entre 11 de março e 18 de novembro de 2009. A temporada foi dirigido pelos criadores da série Trey Parker e Matt Stone, que atuou como produtores executivos, juntamente com Anne Garefino. A temporada continuou a centrar-se nas façanhas de protagonistas Stan, Kyle, Cartman, Kenny e Butters na cidade fictícia de South Park, Colorado.

## Lançamento doméstico
A décima terceira temporada foi lançada pela Paramount Home Entertainment nos Estados Unidos em 16 de março de 2010, em DVD (em um conjunto de três discos) e Blu-ray (em um conjunto de dois discos). Cada conjunto incluí todos os 14 episódios sem censura em vídeo de 1080p e som Dolby TrueHD, bem como breves comentários em áudio por Parker e Stone para cada episódio, sete cenas deletadas, os códigos para desbloquear um personagem e desafiar níveis em de South Park Let Go Torre defesa Play! no Xbox Live Arcade, e um mini-recurso especial, Inside Xbox: A Behind-the-Scenes Tour of South Park Studios, descrevendo processo de animação do programa.